# Seitaro Kitayama

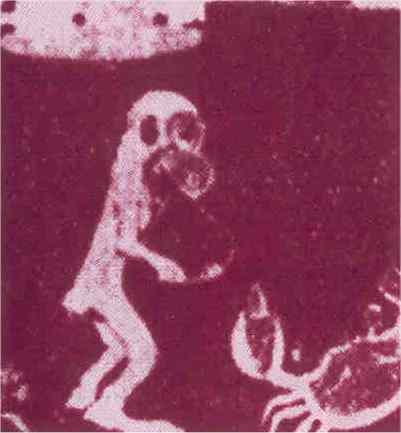
Fotograma de la pel·lícula d'animació perduda de Seitaro Kitayama, Batalla d'un mico i un cranc (1917)

Seitaro Kitayama, en japonès:北山清太郎 Kitayama Seitarō (Wakayama, 1888 – Osaka, 1945) va ser un pintor, cineasta d'anime i productor japonès.

## Biografia
El 1911, Kitayama es va convertir en aprenent de Tojiro Oshita i, mentre estudiava pintura occidental, també va col·laborar en l'edició de la revista d'art Mizue (みずゑ). Aviat es va traslladar a Tòquio i va establir el Western Art Guild of Japan i va publicar Contemporary Western Art (現代の洋画). Més tard es va incorporar al Fusain Art Group com a gerent on donaria suport a joves artistes d'estil occidental com Ryusei Kishida i Sohachi Kimura proporcionant material d'art, a més de fer exposicions i publicar catàlegs. D'altra banda, va entrar l'any 1916 a l'estudi Nikkatsu Mukojima, va proposar la inclusió d'il·lustracions als intertítols i en va fer la seva obra. Va ser allà on una de les primeres animacions japoneses, es va crear Monkey and Crabs fight (猿蟹合戦) llançat al maig de 1917. Aleshores, Kitayama va proposar la producció d'animació, en la qual tenia interès, als executius de Nikkatsu. Després de crítiques positives del seu treball de debut, Nikkatsu va continuar produint animacions. Kitayama va poder crear animacions al ritme elevat de més de deu pel·lícules a l'any mitjançant la formació d'un sistema de producció grupal que incloïa persones com Zenjiro Yamamoto i Hiroshi Mineda en dibuix i Kiichiro Kanai en cinematografia. El 1921, Kitayama va deixar Nikkatsu i va establir el Kitayama Eiga Seisakusho independent. L'estudi va ser destruït durant el Gran Terratrèmol de Kanto de 1923 i Kitayama es va traslladar a Osaka. Allà, va treballar com a càmera de notícies per a l'Osaka Mainichi Shinbun, però mai va restablir un estudi d'animació.

## Obres
Com a director :
- Yuki (1923)
- Tarô no bampei: Senkô-tei no maki (1918)
- Ari to hato (1918)
- Koshiore-tsubame (1918)
- Tokechigai (1918)
- Tarô no bampei (1918)
- Issun-bôshi (1918)
- Kobutori (1918)
- Kintarô (1918)
- Momotarô (1918)
- Kaeru no yume (1918)
- Yukidaruma (1918)
- Urashima Tarô (1918)
- Chokin no susume (1917)
- Kachikachi yama (1917)
- Shitakiri-suzume (1917)
- Otogi-banashi: Bumbuku chagama (1917)
- Hanasaka-jijii (1917)
- Itazura post (1917)
- Neko to nezumi (1917)
- Yume no jidôsha (1917)
- Sarukani-gassen (Batalla d'un mico i un cranc) (1917)
- Chiri mo tsumoreba yama to naru (1917)

Com a director de cinema d'animació: 
- El (1932)

També va treballar per: 
- Nogi shôgun (1918)

## Curiositats
Oten Shimokawa Imokawa Mukuzo es va projectar abans que l'animació "Monkey and Crabs fight".

La majoria de les seves obres estan ambientades en contes de fades japonesos. 